# マルガレーテ・フォン・ティロル
マルガレーテ・フォン・ティロル（Margarete von Tirol, 1318年 - 1369年10月3日）は、ゲルツ家最後のチロル女伯。ケルンテン公兼チロル伯ハインリヒ6世とブラウンシュヴァイク＝リューネブルク公ハインリヒ1世の娘アーデルハイトの一人娘。マウルタッシュ（Maultasch、大口の意）の渾名を合わせてマルガレーテ・マウルタッシュ（Margarete Maultasch）とも呼ばれる。

## 生涯
1330年、ボヘミア王ヨハンの次男ヨハン・ハインリヒと結婚、1335年の父の死によりチロルを相続したが、神聖ローマ皇帝ルートヴィヒ4世がチロル貴族を煽動、ボヘミア王ヨハンと戦争になりかけたが、1336年10月9日に和約が成立し、ルクセンブルク家はケルンテン公国の相続を放棄することと引き換えに、ヨハン・ハインリヒがチロルを相続することと決まった。しかしルートヴィヒは諦めず、マルガレーテとチロル貴族が結んで1341年、ヨハンは追放された。
次いでルートヴィヒ4世は長男のブランデンブルク辺境伯ルートヴィヒ2世（上バイエルン公ルートヴィヒ5世）とマルガレーテを再婚させた（1342年）。しかし、ルクセンブルク家派のローマ教皇クレメンス6世が介入し、ルートヴィヒ・マルガレーテ夫妻は破門され、ヨハン・ハインリヒの兄であるカール4世がルートヴィヒ4世の対立王となった。
1344年、ルートヴィヒ2世とマルガレーテの間にはマインハルトが生まれたが、ルートヴィヒ4世が1347年に死亡した後は従兄のオーストリア公アルブレヒト2世の働きかけで破門を解除され、マインハルトはアルブレヒト2世の娘マルガレーテと結婚した（このマルガレーテはマインハルトの死後ヨハン・ハインリヒと再婚した）。
1361年、ルートヴィヒ5世の死後にマインハルト3世が上バイエルンとチロルを継いだが、1363年にマインハルト3世が夭折、チロルにオーストリア大公ルドルフ4世（アルブレヒト2世の子）が乗り込んで、マルガレーテを退位させてチロルを獲得した。上バイエルンはルートヴィヒ5世の弟・下バイエルン公シュテファン2世が相続した。
1369年にウィーンで死去した。ケルンテン＝チロル系ゲルツ家は断絶した（ゲルツ伯を継承した同族はその後も健在である）。

## 子女
ブランデンブルク辺境伯ルートヴィヒ2世との間に以下の子女をもうけた。
1. ヘルマン（1343年 - 1360年）
2. マインハルト（1344年 - 1363年） - 上バイエルン公、チロル伯マインハルト3世